# California Speed
California Speed é um jogo eletrônico de corrida desenvolvido e publicado pela Atari Games para fliperamas em 1998. Uma versão para Nintendo 64, com suporte para o Controller Pak e o Rumble Pak, foi publicada pela Midway Games em 18 de março de 1999.
O jogo foi demonstrado em janeiro de 1998 na feira Amusement Trades Exhibition International, em Londres, e um mês depois na Japan Amusement Expo, em Tóquio.

## Jogabilidade
Em California Speed, o jogador compete contra outro jogadores ou adversários controlados pelo computador em corridas em várias cidades e áreas rurais do estado da Califórnia. Os jogadores podem dirigir vários carros diferentes, com transmissões automáticas ou manuais. Os percursos incluem tráfego de civis e outros perigos que devem ser evitados. A jogabilidade foi comparada por alguns jornalistas à da série contemporânea Cruis'n, coproduzida pela Nintendo e pela Midway Chicago.
A versão de fliperama permite que até quatro gabinetes de fliperama sejam conectados para corridas com quatro jogadores.

## Recepção
A versão para Nintendo 64 foi recebida negativamente pela crítica especializada, de acordo com o agregador de críticas GameRankings. Em uma crítica da GamePro, a publicação afirmou que "os fãs da versão de fliperama de California Speed vão se deliciar com a versão para N64, mas os fãs de corrida mais sérios podem ficar desapontados com a falta de profundidade de repetição do jogo."